# Comissão Barroso

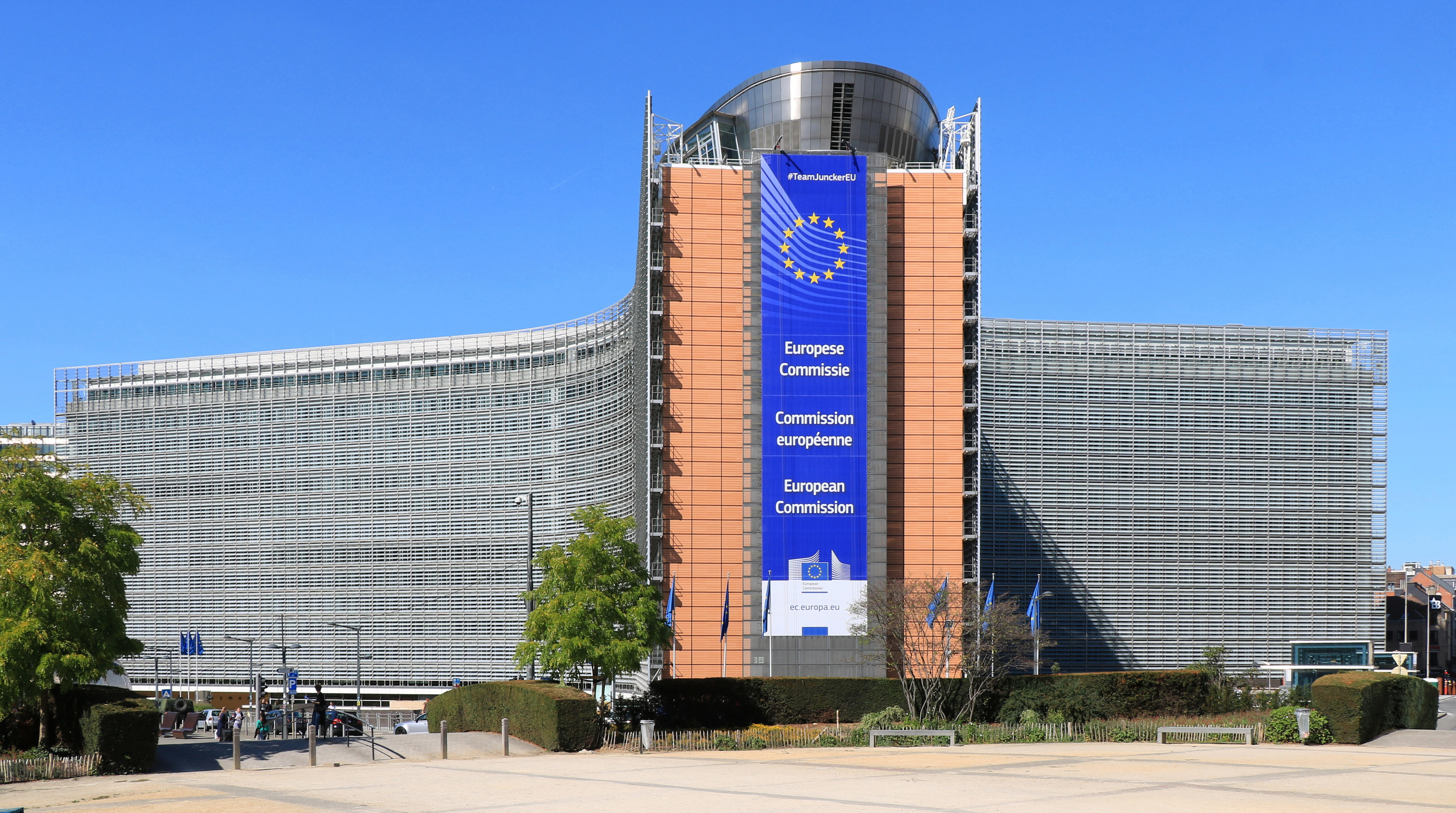
Sede da Comissão Europeia em Bruxelas.

Comissão Barroso são duas composições da Comissão Europeia presididas por José Manuel Durão Barroso. A primeira iniciou funções em 22 de Novembro de 2004 por aprovação do Parlamento Europeu de 18 de novembro com 449 votos a favor, 149 contra e 82 abstenções.. Esteve em exercício de 2004 a 2009, até ser escolhida e aprovada a Comissão Barroso II.
A Comissão deveria ter entrado em funções no dia 1 de Novembro de 2004 mas, devido à oposição do Parlamento Europeu quanto à escolha de alguns comissários, Barroso viu-se obrigado a esperar. O nome de Rocco Buttiglione para Vice-Presidente e Comissário para a Justiça, Liberdade e Segurança foi trocado pelo de Franco Frattini; Ingrida Udre, que foi proposta pela Letónia para a Fiscalidade e união alfandegária foi substituída pelo húngaro László Kovács que tinha sido originariamente proposto para a Energia.

## Presidente
O primeiro Comissário, ou seja, Presidente da Comissão Europeia, foi o português José Manuel Durão Barroso, militante do Partido Social Democrata e antigo primeiro-ministro de Portugal de 6 de Abril de 2002 a 17 de Julho de 2004 na frente da coligação de centro-direita (PSD/CDS-PP).
Licenciado em Direito na Faculdade de Direito da Universidade de Lisboa, realizou um mestrado em Ciências Económicas e Sociais na Universidade de Genebra.

## Composição

### Primeiro colégio de comissários: 2004–2009
Legenda
| Comissário | Comissário             | Retrato | Pasta                                                                         | País          | Partido                 | Notas |
| ---------- | ---------------------- | ------- | ----------------------------------------------------------------------------- | ------------- | ----------------------- | --- |
|            | Durão Barroso          |         | Presidente                                                                    | Portugal      | PPE Nacional: PPD/PSD   | |
|            | Margot Wallström       |         | Primeira vice-presidente; Relações Institucionais e Estratégia de Comunicação | Suécia        | PSE Nacional: SDWP      | |
|            | Günter Verheugen       |         | Vice-presidente; Empresa e Indústria                                          | Alemanha      | PSE Nacional: SPD       | |
|            | Franco Frattini        |         | Vice-presidente; Justiça, Liberdade e Segurança                               | Itália        | PPE Nacional: PDL       | No cargo até 23 de abril de 2008. |
|            | Antonio Tajani         |         | Vice-presidente; Transportes                                                  | Itália        | PPE Nacional: PDL       | No cargo a partir de 18 de junho de 2008. |
|            | Jacques Barrot         |         | Vice-presidente; Justiça, Liberdade e Segurança                               | França        | PPE Nacional: UMP       | Com a pasta dos Transportes até 2008. Ficou com a pasta da JLS quando Fratiini saiu. Tajani, o substituto de Frattini, ficou com os Transportes.                                                                          |
|            | Siim Kallas            |         | Vice-presidente; Assuntos Administrativos, Auditoria e Antifraude             | Estónia       | ELDR Nacional: ERP      | |
|            | Joaquín Almunia        |         | Assuntos Económicos e Financeiros                                             | Espanha       | PSE Nacional: PSOE      | |
|            | Charlie McCreevy       |         | Mercado Interno e Serviços                                                    | Irlanda       | ELDR Nacional: FF       | |
|            | Mariann Fischer Boel   |         | Agricultura e Desenvolvimento Rural                                           | Dinamarca     | ELDR Nacional: Venstre  | |
|            | Neelie Kroes           |         | Concorrência                                                                  | Países Baixos | ELDR Nacional: VVD      | |
|            | Peter Mandelson        |         | Comércio                                                                      | Reino Unido   | PSE Nacional: Lab       | No cargo até 3 de outubro de 2008. |
|            | Catherine Ashton       |         | Comércio                                                                      | Reino Unido   | PSE Nacional: Lab       | Em 1 de dezembro de 2009, Ashton tornou-se na nova Alta Representante e trocou a pasta das Relações Externas com Ferrero-Waldner. Contudo, Ferrero-Waldner manteve a supervisão da Política de Vizinhança e do EuropeAid. |
|            | Joe Borg               |         | Pesca e Assuntos Marítimos                                                    | Malta         | PPE Nacional: NP        | |
|            | Stavros Dimas          |         | Ambiente                                                                      | Grécia        | PPE Nacional: NΔ        | |
|            | Markos Kyprianou       |         | Saúde                                                                         | Chipre        | ELDR Nacional: ΔΚ       | No cargo até 3 de março de 2008. Até 1 de janeiro de 2007, a pasta incluía Defesa do Consumidor. |
|            | Androulla Vasiliou     |         | Saúde                                                                         | Chipre        | ELDR Nacional: ΕΔ       | No cargo desde 3 de março de 2008. |
|            | Louis Michel           |         | Desenvolvimento e Ajuda Humanitária                                           | Bélgica       | ELDR Nacional: MR       | No cargo até 17 de julho de 2009. |
|            | Karel De Gucht         |         | Desenvolvimento e Ajuda Humanitária                                           | Bélgica       | ELDR Nacional: VLD      | No cargo desde 17 de julho de 2009. |
|            | Olli Rehn              |         | Alargamento                                                                   | Finlândia     | ELDR Nacional: Keskusta | |
|            | Vladimír Špidla        |         | Emprego, Assuntos Sociais e Igualdade de Oportunidades                        | Chéquia       | PSE Nacional: ČSSD      | |
|            | László Kovács          |         | Fiscalidade e União Alfandegária                                              | Hungria       | PSE Nacional: MSZP      | |
|            | Dalia Grybauskaitė     |         | Planeamento Financeiro e Orçamento                                            | Lituânia      | independ.               | No cargo até 1 de julho de 2009. |
|            | Algirdas Šemeta        |         | Planeamento Financeiro e Orçamento                                            | Lituânia      | independ.               | No cargo desde 1 de julho de 2009. |
|            | Benita Ferrero-Waldner |         | Relações Externas e Política Europeia de Vizinhança                           | Áustria       | PPE Nacional: ÖVP       | Em 1 de dezembro de 2009, Ashton tornou-se na nova Alta Representante e trocou a pasta das Relações Externas com Ferrero-Waldner. Contudo, Ferrero-Waldner manteve a supervisão da Política de Vizinhança e do EuropeAid. |
|            | Ján Figeľ              |         | Educação, Formação e Cultura                                                  | Eslováquia    | PPE Nacional: KDH       | Até 1 de janeiro de 2007, a pasta incluía o Multilinguismo. |
|            | Danuta Hübner          |         | Política Regional                                                             | Polónia       | independ.               | No cargo até 4 de julho de 2009. |
|            | Paweł Samecki          |         | Política Regional                                                             | Polónia       | independ.               | No cargo desde 4 de julho de 2009. |
|            | Andris Piebalgs        |         | Energia                                                                       | Letônia       | PPE Nacional: LC        | |
|            | Janez Potočnik         |         | Ciência e Investigação                                                        | Eslovênia     | independ.               | |
|            | Viviane Reding         |         | Sociedade da Informação e Meios de Comunicação                                | Luxemburgo    | PPE Nacional: CSV       | |
|            | Meglena Kuneva         |         | Defesa do Consumidor                                                          | Bulgária      | ELDR Nacional: НДСВ     | No cargo desde 1 de janeiro de 2007. Até 2007, a pasta abrangia Saúde e Defesa do Consumidor. |
|            | Leonard Orban          |         | Multilinguismo                                                                | Roménia       | independ.               | No cargo desde 1 de janeiro de 2007. Até 2007, a pasta estava abrangida pela da Educação, Formação e Cultura. |

### Segundo colégio: 2009–2014
Legenda
| Comissário | Comissário              | Retrato | Pasta                                                                   | País          | Partido                                | Nota |
| ---------- | ----------------------- | ------- | ----------------------------------------------------------------------- | ------------- | -------------------------------------- | --- |
|            | Durão Barroso           |         | Presidente                                                              | Portugal      | PPE Nacional: PSD                      | Comissário interino das Relações Interinstitucionais e Administração de 19 de abril de 2014 a 25 de maio de 2014. |
|            | Catherine Ashton        |         | Primeira vice-presidente; Negócios Estrangeiros e Política de Segurança | Reino Unido   | PSE Nacional: Lab                      | |
|            | Viviane Reding          |         | Vice-presidente; Justiça, Direitos Fundamentais e Cidadania             | Luxemburgo    | PPE Nacional: CSV                      | Demitiu-se em 1 de julho de 2014; em licença para fazer campanha de 19 de abril de 2014 a 25 de maio de 2014. Johannes Hahn substituiu-a na pasta de ambas as vezes. |
|            | Martine Reicherts       |         | Justiça, Direitos Fundamentais e Cidadania                              | Luxemburgo    | independ.                              | Nomeada em 16 de julho de 2014. |
|            | Joaquín Almunia         |         | Vice-presidente; Competitividade                                        | Espanha       | PSE Nacional: PSOE                     | |
|            | Slim Kallas             |         | Vice-presidente; Transportes                                            | Estónia       | ALDE Nacional: ERP                     | Comissário interino dos Assuntos Financeiros e Monetários e do Euro entre 7 de abril de 2014 e 25 de maio de 2014 e, outra vez, entre 1 de julho de 2014 e 16 de julho de 2014. |
|            | Neelie Kroes            |         | Vice-presidente; Agenda Digital                                         | Países Baixos | ALDE Nacional: VVD                     | |
|            | Antonio Tajani          |         | Vice-presidente; Indústria e Empreendedorismo                           | Itália        | PPE Nacional: PDL                      | Demitiu-se em 1 de julho de 2014; em licença para fazer campanha entre 19 de abril de 2014 e 25 de maio de 2014. Substituído na pasta por Michel Barnier. |
|            | Ferdinando Nelli Feroci |         | Indústria e Empreendedorismo                                            | Itália        | independ.                              | Nomeado em 16 de julho de 2014. |
|            | Maroš Šefčovič          |         | Vice-presidente; Relações Interinstitucionais e Administração           | Eslováquia    | PSE Nacional: Smer                     | Comissário interino da Saúde e Defesa do Consumidor de 16 de outubro de 2012 a 28 de novembro de 2012. Em licença para fazer campanha de 19 de abril de 2014 a 25 de maio de 2014; substituído na pasta por Durão Barroso.                                                                |
|            | Olli Rehn               |         | Vice-presidente; Assuntos Financeiros e Monetários                      | Finlândia     | ALDE Nacional: Keskusta                | Em 27 de outubro de 2011, tornou-se vice-presidente e foram-lhe atribuídas mais responsabilidades sobre o Euro. Demitiu-se em 1 de julho de 2014. Em licença para fazer campanha desde 7 de abril de 2014 até 25 de maio de 2014; substituído na pasta por Siim Kallas de ambas as vezes. |
|            | Jyrki Katainen          |         | Vice-presidente; Assuntos Financeiros e Monetários                      | Finlândia     | PPE Nacional: KOK                      | Nomeado em 16 de julho de 2014. |
|            | Janez Potočnik          |         | Ambiente                                                                | Eslovênia     | ALDE Nacional: LDS                     | |
|            | Andris Piebalgs         |         | Desenvolvimento                                                         | Letônia       | PPE Nacional: LC                       | Comissário interino do Orçamento e Planeamento Financeiro entre 19 de abril de 2014 e 25 de maio de 2014 e, novamente, desde 1 de julho de 2014 até 16 de julho de 2014. |
|            | Michel Barnier          |         | Vice-presidente; Mercado Interno e Serviços                             | França        | PPE Nacional: UMP                      | Comissário interino da Indústria e Empreendedorismo de 19 de abril de 2014 a 25 de maio de 2014 e, novamente, entre 1 de julho de 2014 e 16 de julho de 2014. Tornou-se vice-presidente em 1 de julho de 2014.                                                                            |
|            | Androulla Vassiliou     |         | Educação, Cultura, Multilinguismo e Juventude                           | Chipre        | ALDE Nacional: ΔΚ                      | |
|            | Algirdas Šemeta         |         | Fiscalidade, União Alfandegária, Auditoria e Anti-Fraude                | Lituânia      | PPE                                    | |
|            | Karel De Gucht          |         | Comércio                                                                | Bélgica       | ALDE Nacional: VLD                     | |
|            | John Dalli              |         | Saúde e Defesa do Consumidor                                            | Malta         | PPE Nacional: PN                       | Demitiu-se em 16 de outubro de 2012. |
|            | Tonio Borg              |         | Saúde                                                                   | Malta         | PPE Nacional: PN                       | Nomeado em 28 de novembro de 2012. Até 1 de julho de 2013, a pasta incluía Defesa do Consumidor. |
|            | Máire Geoghegan-Quinn   |         | Investigação, Inovação e Ciência                                        | Irlanda       | ALDE Nacional: FF                      | |
|            | Janusz Lewandowski      |         | Orçamento e Planeamento Financeiro                                      | Polónia       | PPE Nacional: PO                       | Demitiu-se em 1 de julho de 2014. Em licença para fazer campanha entre 19 de abril de 2014 e 25 de maio de 2014; substituído na pasta por Andris Piebalgs de ambas as vezes. |
|            | Jacek Dominik           |         | Orçamento e Planeamento Financeiro                                      | Polónia       | PPE Nacional: PO                       | Nomeado em 16 de julho de 2014. |
|            | Maria Damanaki          |         | Assuntos Marítimos e Pescas                                             | Grécia        | PSE Nacional: ΠΑΣΟΚ                    | |
|            | Kristalina Georgieva    |         | Cooperação Internacional, Ajuda Humanitária e Resposta à Crise          | Bulgária      | PPE Nacional: GERB                     | |
|            | Günther Oettinger       |         | Vice-presidente; Energia                                                | Alemanha      | PPE Nacional: CDU                      | Tornou-se vice-presidente em 1 de julho de 2014. |
|            | Johannes Hahn           |         | Política Regional                                                       | Áustria       | PPE Nacional: ÖVP                      | Comissário interino da Justiça, Direitos Fundamentais e Cidadania de 19 de abril de 2014 a 25 de maio de 2014 e, outra vez, entre 1 de julho de 2014 e 16 de julho de 2014. |
|            | Cconnie Hedegaard       |         | Ação Climática                                                          | Dinamarca     | PPE Nacional: KFP                      | |
|            | Štefan Füle             |         | Alargamento e Política Europeia de Vizinhança                           | Chéquia       | PSE Nacional: ČSSD                     | |
|            | László Andor            |         | Emprego, Assuntos Sociais e Inclusão                                    | Hungria       | PSE Nacional: MSZP                     | Comissário interino da Defesa do Consumidor entre 19 de abril de 2014 e 25 de maio de 2014 |
|            | Cecilia Malmström       |         | Assuntos Internos                                                       | Suécia        | ALDE Nacional: FP                      | |
|            | Dacian Cioloş           |         | Agricultura e Desenvolvimento Rural                                     | Roménia       | PPE Nacional: ind., proposto pelo PD-L | |
|            | Neven Mimica            |         | Defesa do Consumidor                                                    | Croácia       | PSE Nacional: SDP                      | No cargo desde 1 de julho de 2013. Até 2013, a pasta abrangia Saúde e Defesa do Consumidor. Em licença para fazer campanha entre 19 de abril de 2014 e 25 de maio de 2014; László Andor substituiu-o na pasta.                                                                            |